# Jerzy Połomski (album)
Jerzy Połomski – czwarty longplay polskiego piosenkarza Jerzego Połomskiego, wydany w 1970 roku nakładem wydawnictwa muzycznego Polskie Nagrania „Muza”. Album zawiera 11 utworów wokalisty.
W 2001 roku wydano na płycie kompaktowej reedycję albumu, poszerzoną o utwory „Drogo, drogo prowadź mnie”, „Jeżeli jesteś, to już bądź”, „To było piękne” oraz „Gdzie wrzesień, gdzie listopad”. Album ukazał się nakładem tej samej wytwórni płytowej.

## Lista utworów
Opracowano na podstawie materiału źródłowego.
Strona A
1. „Czy moja” (muz. Jerzy Andrzej Marek, sł. Adam Kreczmar)
2. „Ballada o zimowej dziewczynie” (muz. Jerzy Andrzej Marek, sł. Adam Kreczmar)
3. „Żyję ot byle jak” (muz. Arno Babadżanian, sł. Agnieszka Osiecka)
4. „Miłujcie tedy ile chcecie” (muz. Jerzy Andrzej Marek, sł. Adam Kreczmar)
5. „Mężowie pięknych żon” (muz. Jerzy Andrzej Marek, sł. Adam Kreczmar)

Strona B
1. „Moja miła, moja cicha, moja śliczna” (muz. Alina Piechowska, sł. Ireneusz Iredyński)
2. „Daj mi znać” (muz. Włodzimierz Kruszyński, Adam Skorupka, sł. Adam Kreczmar)
3. „Tak to już jest” (muz. Stefan Rembowski, sł. Andrzej Bianusz)
4. „Żołnierz na warcie nie tańczy walca” (muz. Jerzy Andrzej Marek, sł. Jacek Janczarski, Adam Kreczmar)
5. „Dziewczyna jest niebezpieczeństwem” (muz. Adam Skorupka, Włodzimierz Kruszyński, sł. Andrzej Bianusz)
6. „Nie przyznam się” (muz. Edward Spyrka, sł. Adam Kreczmar)